# Need for Speed: World
Need for Speed: World var ett gratis bilspel från Juli 2010, i serien Need for Speed. Spelet är den femtonde delen av Need for Speed. Spelet har utvecklats av Quicklime Games och EA Singapore och släpptes av Electronic Arts.
Spelvärlden i Need for Speed: World var baserad på de tidigare spelen i serien, Most Wanted från 2005 och Carbon från 2006 och fokuserar på olaglig steetracing, modifiering av bilar och polisjakter. I spelet fanns det över 100 olika bilar att köra från 30 olika tillverkare.
Man kunde ladda ner spelet på Need for Speed's hemsida fram till den 14 juni 2015.

## Nedstängning
Electronic Arts meddelade den 15 april 2015 att Need for Speed: World samt alla tillhörande tjänster till spelet skulle stängas ned den 14 juli 2015. Anledningen till detta var att EA inte tyckte "att spelet lever upp till någon hög standard, gällande Need For speed-serien"
Efter nedstängningen av NFS World, har entusiastiska personer bildat communitys och det finns även webbsidor där det är möjligt att få tillgång till fullt spelbara offline-versioner av spelet